# Fabrizio I Colonna
( Franca Petrucci, COLONNA, Fabrizio, in Dizionario biografico degli italiani, vol. 27, Roma, Istituto dell'Enciclopedia Italiana, 1982. )
Fabrizio I Colonna (Roma, 1460 – Aversa, 20 marzo 1520) è stato un nobile, condottiero e capitano di ventura italiano.
Fu duca di Paliano, marchese di Atessa, conte di Albe, Manoppello e Tagliacozzo, barone di Civitella Roveto, signore di Afragola, Anticoli, Arnara, Avezzano, Capranica, Carsoli, Casamassima, Collepardo, Controguerra, Falvaterra, Genazzano, Giuliano di Roma, Marino, Morolo, Piglio, Pofi, Rocca di Cave, Rocca di Papa, Supino, Turi, Vallecorsa e Vico, viceré degli Abruzzi e gran connestabile del Regno di Napoli.

## Biografia
Figlio del duca dei Marsi Odoardo Colonna e di Filippa Conti, nel 1478 abbandonò la carriera ecclesiastica, cui era stato avviato, per mettersi al soldo degli Aragonesi e recarsi poi nel 1480 ad Otranto per la battaglia contro i Turchi. Grazie all'alleanza con gli Aragonesi riuscì a recuperare la contea di Albe a scapito di Gentile Virginio Orsini, cui riuscirà a togliere nel 1482 anche quella di Tagliacozzo, che però restituirà nel giugno 1484 per volontà di papa Sisto IV. Nello stesso mese ed anno difese strenuamente Marino, dove si era arroccato, che accettò di cedere alle famiglie rivali Orsini e Riario pur di salvare la vita al fratello Lorenzo Oddone, che verrà ugualmente decapitato per ordine di papa Sisto IV, venendo meno ai patti concordati con il Colonna.
Nel 1485, per conto di papa Innocenzo VIII e insieme al cugino Prospero Colonna, venne inviato a sostenere i baroni ribelli che proclamarono la sottomissione di L'Aquila al papa, che li prese sotto la sua protezione contro il re del Regno di Napoli.
Fu fautore dei Francesi durante la loro venuta nel Regno di Napoli con Carlo VIII fino al 1495, quando si rialleò con gli Aragonesi e gli Spagnoli, riuscendo a riottenere le contee di Albe e Tagliacozzo. Nel 1499 fu nominato gran connestabile del Regno e per svolgere tale carica andrà ad abitare a Napoli in un Palazzo sito in Via Mezzocannone.
Per aver sostenuto gli Aragonesi nel 1501 ricevette una scomunica da parte di papa Alessandro VI, col quale in precedenza era stato alleato nella lotta contro gli Orsini, che lo portò alla conseguente confisca dei beni, che riotterrà poi nel 1503, anno di morte del pontefice.
Nel 1502 con il cugino Prospero Colonna si occupò di reclutare i cavalieri italiani che combatterono contro i francesi nella Disfida di Barletta, della quale fu uno degli arbitri.
Nell'agosto 1511, per volontà di papa Giulio II, fu protagonista con altri capi delle famiglie baronali romane della sottoscrizione dei patti della Pax Romana, con la promessa solenne di adoperarsi per la pace di Roma. Nel 1516 venne confermato nella carica di gran connestabile del Regno, che rimarrà ereditaria in famiglia fino al 1861. Fabrizio morirà ad Aversa il 20 marzo 1520, venendo sepolto a Paliano.

## Ascendenza
|                         |                    |                    | Genitori             |  |  | Nonni |  |  | Bisnonni        |  |  | Trisnonni      |  |
|                         |                    |                    |                      |  |  |       |  |  | Agapito Colonna |  |  | Pietro Colonna |  |
|                         |                    |                    |                      |  |  |       |  |  | Agapito Colonna |  |  | Pietro Colonna |  |
|                         |                    | Letizia Conti      |                      |  |  |       |  |  | Agapito Colonna |  |  |                |  |
| Lorenzo Onofrio Colonna |                    |                    |                      |  |  |       |  |  | Agapito Colonna |  |  |                |  |
|                         |                    | Caterina Conti     | Giovanni Conti       |  |  |       |  |  |                 |  |  |                |  |
|                         |                    | Caterina Conti     | Giovanni Conti       |  |  |       |  |  |                 |  |  |                |  |
|                         |                    | Caterina Conti     | Margherita Colonna   |  |  |       |  |  |                 |  |  |                |  |
| Odoardo Colonna         |                    | Caterina Conti     |                      |  |  |       |  |  |                 |  |  |                |  |
|                         |                    | Jacobello Caetani  | Giacomo Caetani      |  |  |       |  |  |                 |  |  |                |  |
|                         |                    | Jacobello Caetani  | Giacomo Caetani      |  |  |       |  |  |                 |  |  |                |  |
|                         |                    | Jacobello Caetani  | Sveva Sanseverino    |  |  |       |  |  |                 |  |  |                |  |
| Sveva Caetani           |                    | Jacobello Caetani  |                      |  |  |       |  |  |                 |  |  |                |  |
|                         |                    | Rogasia d'Evoli    | Pietro d'Evoli       |  |  |       |  |  |                 |  |  |                |  |
|                         |                    | Rogasia d'Evoli    | Pietro d'Evoli       |  |  |       |  |  |                 |  |  |                |  |
|                         |                    | Rogasia d'Evoli    | Bianca di Grandinato |  |  |       |  |  |                 |  |  |                |  |
| Fabrizio I Colonna      |                    | Rogasia d'Evoli    |                      |  |  |       |  |  |                 |  |  |                |  |
|                         | Aldobrandino Conti | Giovanni Conti     |                      |  |  |       |  |  |                 |  |  |                |  |
|                         | Aldobrandino Conti | Giovanni Conti     |                      |  |  |       |  |  |                 |  |  |                |  |
|                         | Aldobrandino Conti | Margherita Colonna |                      |  |  |       |  |  |                 |  |  |                |  |
| Grato Conti             | Aldobrandino Conti |                    |                      |  |  |       |  |  |                 |  |  |                |  |
|                         |                    | Caterina di Sangro | Nicolò di Sangro     |  |  |       |  |  |                 |  |  |                |  |
|                         |                    | Caterina di Sangro | Nicolò di Sangro     |  |  |       |  |  |                 |  |  |                |  |
|                         |                    | Caterina di Sangro | ?                    |  |  |       |  |  |                 |  |  |                |  |
| Filippa Conti           |                    | Caterina di Sangro |                      |  |  |       |  |  |                 |  |  |                |  |
|                         |                    | ?                  | ?                    |  |  |       |  |  |                 |  |  |                |  |
|                         |                    | ?                  | ?                    |  |  |       |  |  |                 |  |  |                |  |
|                         |                    | ?                  | ?                    |  |  |       |  |  |                 |  |  |                |  |
| ?                       |                    | ?                  |                      |  |  |       |  |  |                 |  |  |                |  |
|                         |                    | ?                  | ?                    |  |  |       |  |  |                 |  |  |                |  |
|                         |                    | ?                  | ?                    |  |  |       |  |  |                 |  |  |                |  |
|                         |                    | ?                  | ?                    |  |  |       |  |  |                 |  |  |                |  |
|                         |                    | ?                  |                      |  |  |       |  |  |                 |  |  |                |  |

## Discendenza
Fabrizio I Colonna si sposò nel 1488 con Agnese di Montefeltro, da cui ebbe cinque figli e due figlie:
- Vittoria[5];
- Federico[5];
- Ascanio I[5];
- Ferdinando[5];
- Camillo[5];
- Sciarra[5];
- Beatrice[5].

## Nella letteratura
Ritenuto uno dei più importanti condottieri dell'epoca, è il principale interlocutore nell'opera letteraria Dell'arte della guerra di Niccolò Machiavelli. È inoltre presente come protagonista nell'opera De regnandi peritia di Agostino Nifo e come citato nel XIV canto dell'Orlando furioso di Ludovico Ariosto.